# Синоптика
Сино́птика (др.-греч. συνοπτικός «обозревание всего вместе» от συν- «вместе» + οπτικός «зрительный») — раздел метеорологии, наука, изучающая физические процессы в атмосфере Земли, определяющие будущее состояние погоды.
Люди, занимающиеся синоптикой, называются синоптиками. Они занимаются решением задачи краткосрочного прогноза погоды, используя различные методы, например путём составления и анализа синоптических карт, которые дают возможность наблюдать за изменениями погоды и оценивать её будущие изменения на указанной территории.

## Методы прогноза погоды
Существует несколько различных методов, с помощью которых можно давать прогноз метеорологическим явлениям. Все они эффективны, но ни один из них не обеспечивает точный результат. Потому синоптики стараются использовать сразу несколько способов, сравнивая полученные результаты и оценивая частоту и рост погрешностей в данных.
- Синоптический метод — основан на анализе карт погоды, так называемых синоптических карт. Они представляют собой обычную географическую карту, на которой с помощью соответствующих символов и цифр отображается состояние погоды. Наблюдая за изменениями состояния атмосферы на обширной территории можно определить вероятные изменения погодных условий в определённом районе, а также узнать возможные изменение величин и сопутствующие им появление атмосферных явлений.
- Численный или гидродинамический метод — основан на математическом расчёте систем уравнений гидродинамики и получении различных данных на единицу промежутка времени. Точность прогнозов этого метода напрямую зависит от количества и точности информации, поступающей с метеостанций, а также скорости расчёта вычислительных систем (в нынешние дни технические возможности дают достаточно высокую скорость обработки данных). Понятно, что чем больше поступает данных — тем точнее будет расчёт, но количество метеорологических и аэрологических станций в последние годы значительно уменьшилось.
- Статистический метод — основан на статистическом анализе прошлых состояний погоды на определённой территории. В зависимости от текущего состояния атмосферы даёт возможность спрогнозировать будущее состояние погоды на некоторый период времени, то есть определить наиболее вероятные изменения различных метеоданных в будущем.